# Nikolai Schukoff
Nikolai Andrej Schukoff (* 1969 in Graz) ist ein österreichischer Opernsänger (Tenor).

## Leben
Schukoff absolvierte sein Gesangsstudium am Mozarteum Salzburg mit einem ausgezeichneten Diplom in „Musikdramatische Darstellung“, wofür ihm die Lilli-Lehmann-Medaille 1996 zuerkannt wurde. Am Gelsenkirchener Musiktheater im Revier debütierte er im selben Jahr in Giuseppe Verdis La traviata als Alfredo. Anschließend wirkte er einige Jahre am Nationaltheater Mannheim und an der Oper Nürnberg.
Ab 2006 trat er vornehmlich in Heldentenor-Partien auf und damit gelang ihm der internationale Durchbruch. Doch hat er nicht nur in Wagner-Partien Erfolg, sondern tritt nach wie vor im italienischen (Bellini, Verdi) und französischen Fach (Don José), aber auch in Partien von Gluck und Operettenrollen (Tassilo oder Danilo) auf.
Schukoff ist freischaffend tätig und hatte Engagements u. a. an der Opéra National de Paris, der Metropolitan Opera in New York und der Bayerischen Staatsoper München.
Neben seinen Opernauftritten wirkt er auch als Konzertsänger, so etwa in der Partie des Waldemar in Arnold Schönbergs Gurre-Liedern im Wiener Musikverein unter Zubin Mehta.

## Partien (Auswahl)
- Ludwig van Beethoven: Fidelio – Florestan
- Vincenzo Bellini: Norma – Pollione
- Georges Bizet: Carmen – Don José
- Leoš Janáček: Jenůfa – Števa Buryja
- Emmerich Kálmán: Gräfin Mariza – Tassilo
- Franz Lehár: Die lustige Witwe – Danilo
- Giuseppe Verdi: Attila – Foresto
- Giuseppe Verdi: La traviata – Alfredo
- Richard Wagner: Der fliegende Holländer – Erik
- Richard Wagner: Das Rheingold – Loge
- Richard Wagner: Die Walküre – Siegmund
- Richard Wagner: Parsifal – Parsifal
- Carl Maria von Weber: Der Freischütz – Max
- Johann Strauß: Die Fledermaus – Eisenstein